# Derecho inalienable
Un derecho inalienable es un derecho que se otorga a todos los hombres nacidos por ley natural, que no puede ser enajenado.
Es un derecho directamente vinculado a la persona en virtud de lo que esa persona es; un derecho inalienable es un derecho inherente a un individuo en virtud de lo que ese individuo es y, por tanto, en virtud de su condición humana. Pero también hay derechos inalienables inherentes a una persona en virtud de sus cualidades o de la posición que ocupa en la sociedad. Por tanto, una persona no puede separarse de sus derechos inalienables aunque lo desee. Por el contrario, un derecho que puede cederse, transferirse o venderse es un derecho alienable. 
Por ejemplo, una persona no puede renunciar a su libertad en beneficio de otra (esclavitud); es un derecho inalienable. Los derechos humanos son derechos inalienables y están recogidos en la Declaración Universal de los Derechos Humanos (DUDH). Por contra, una persona sí puede transferir o vender su derecho de propiedad; se trata de un derecho alienable. Sin embargo, hay ciertas excepciones. Por ejemplo, el derecho a la libertad puede estar limitado para una persona condenada por un tribunal.

## Características de los derechos inalienables
Los derechos inalienables se caracterizan por ser indivisibles e irrevocables, lo que significa que no pueden ser renunciados ni modificados por la voluntad de la persona que los posee. Estos derechos están basados en la dignidad humana y son considerados universales, aplicables a todas las personas sin distinción de raza, nacionalidad, género o religión. Entre ellos se incluyen el derecho a la vida, a la libertad, a la propiedad, y a la búsqueda de la felicidad.

## Filosofía
La filosofía de los derechos inalienables trata de examinar el fundamento de la noción de derechos inalienables y estudia su justificación y contenido. Las filosofías de los derechos inalienables más aceptadas vinculan los derechos inalienables a los derechos universales y al derecho natural. Sin embargo, otras teorías afirman que los derechos inalienables codifican un comportamiento moral general esculpido como un producto social de los seres humanos desarrollado a través de un proceso de evolución social y biológica.
Independientemente del enfoque, estas filosofías examinan la noción general de que los seres humanos de una sociedad determinada aceptan y se comportan sobre la base de normas e instituciones legítimas, como resultado de las cuales encuentran a cambio beneficios económicos y de seguridad. Las dos teorías principales que dominan los debates contemporáneos sobre los derechos inalienables son la teoría de la voluntad y la teoría del interés. La teoría de la voluntad intenta establecer la validez de los derechos inalienables basándose en la capacidad y la libertad humanas, mientras que la teoría del interés afirma que la función principal de los derechos inalienables es promover y proteger ciertos intereses humanos indispensables.
Entre los filósofos, John Locke discutió el derecho que no puede ser enajenado, mientras que Thomas Hobbes pensaba que para que la humanidad no esté en Bellum omnium contra omnes ("la guerra de todos contra todos") debería establecerse un contrato social con el estado, a cambio de renunciar a determinadas libertades naturales.